# Rejon zbaraski
Rejon zbaraski – dawny rejon obwodu tarnopolskiego Ukrainy, funkcjonujący w l. 1939–2020.
Został utworzony 4 grudnia 1939, jego powierzchnia wynosiła 863 km², a ludność rejonu liczyła 60 350 osób.
Na terenie rejonu znajdowała się jedna miejska rada, jedna osiedlowa rada i 36 silskich rad, obejmujących w sumie 74 miejscowości. Siedzibą władz rejonowych był Zbaraż.
19 lipca 2020 r. w ramach reformy administracyjnej Ukrainy rejon został zlikwidowany a jego terytorium podzielono pomiędzy nowe rejony: krzemieniecki i tarnopolski.

## Miejscowości rejonu
- Bazarzyńce (Базаринці)
- Berezowica Mała (Мала Березовиця)
- Bodaki (Бодаки)
- Bolizuby (Болязуби)
- Butyń (Бутин)
- Chomy (Хоми)
- Czahary Zbaraskie (Чагарі-Збаразькі)
- Czarny Las (Чорний Ліс)
- Czernichowce (Чернихівці)
- Czumale (Чумалі)
- Dąbrowa (Діброва)
- Dąbrowa (Діброва)
- Dobromirka (Добромірка)
- Dobrowody (Доброводи)

```
*
Dzwiniacze
 (Дзвиняча)
```

- Fedkowce (Федьківці)
- Góry Stryjowieckie (Гори-Стрийовецькі)
- Hlinczuki (Глинчуки)
- Hłuboczek Mały (Малий Глибочок)
- Hnidawa (Гнидава)
- Hniezdyczna (Гніздичне)
- Hrycowce (Грицівці)
- Iwanczany (Іванчани)
- Iwaszkowce (Івашківці)
- Kapustinskij Lis (Капустинський Ліс)
- Kapuścińce (Капустинці)
- Kinachowce (Кинахівці)
- Kobyla (Кобилля)
- Kochanówka (Коханівка)
- Kołodno-Lisowszczyzna (Колодне)
- Kotiużynce (Котюжини)
- Krasnosielce (Красносільці)
- Kretowce (Кретівці)
- Krzywczyki (Кривчики)
- Kujdańce (Киданці)
- Kuniniec Mały (Малий Кунинець)
- Kuniniec Wielki (Великий Кунинець)
- Liski (Ліски)
- Łozy (Лози)
- Łubianki Niżne (Нижчі Луб'янки)
- Łubianki Wyższe (Вищі Луб'янки)
- Maksymówka (Максимівка)
- Mosurowce (Мусорівці)
- Myszkowce (Мишківці)
- Nowiki (Новики)
- Nowy Rogowiec (Новий Роговець)
- Ochrymowce (Охримівці)
- Okniny Małe (Малі Вікнини)
- Okniny Wielkie (Великі Вікнини)
- Oleszkowce (Олишківці)
- Opryłowce (Опрілівці)
- Polany (Поляни)
- Rakowiec (Раковець)
- Rakowiec Czosnowski (Чеснівський Раковець)
- Romanowe Sioło (Романове Село)
- Roznoszyńce (Розношинці)
- Rześniówka (Решнівка)
- Sieniachówka (Синягівка)
- Sieniawa (Синява)
- Stryjówka (Стриївка)
- Szyły (Шили)
- Szymkowce (Шимківці)
- Tarasówka (Тарасівка)
- Trawniewo (Травневе)
- Werniaki (Верняки)
- Wiśniowiec (Вишнівець)
- Wiśniowiec Stary (Старий Вишнівець)
- Witkowce (Витківці)
- Zahorodzie (Загороддя)
- Zaleśce (Залісці)
- Załuże (Залужжя)
- Zarubińce (Зарубинці)
- Zarudeczko (Зарудечко)
- Zarudzie (Заруддя)
- Zaszljachom (Зашляхом)
- Zbaraż (Збараж)
- Zbaraż Stary (Старий Збараж)
- nieistniejące:
- Netreba (rejon zbaraski)